# 中塘站
中塘站位于中华人民共和国湖南省长沙市岳麓区金菊路与梧桐路交叉口北侧地下，是长沙地铁6号线的地铁车站，2022年6月28日开通。

## 车站周边
- 梧桐路
- 金菊路
- 雪松路
- 松柏路
- 媚溪河
- 湖南省图书馆新馆
- 长沙市麓山梅溪湖实验中学